# ژان فولن
ژان فولن (به فرانسوی: Jean Follain) نویسنده و شاعر قرن بیستم میلادی اهل فرانسه است.
اشعاری از ژان فولن از اصل فرانسه با ترجمه‌ی سهند آقایی و محمدمهدی شجاعی در زبان فارسی منتشر شده است. در ادامه شعری از فولن را از کار همین مترجمان می‌خوانیم:
فسخ
در سربالایی خیابان
دری‌ست که گشوده می‌شود به یک تخت
و بر بالای این تخت
تندیس سیاه مسیح حکم می‌راند
پنداری تا دیروز سخن می‌رانده
و تمام روز هیچ نگفته
و البته خاطره‌ها
که نابود گشته
و دست‌ها را
در حالی که مگسی می‌پیمایدش
حرکت می‌دهد
خدا مگر عشق نیست
(صدایی آمد)
زیرورو می‌کنیم
خاکستر خاطرات را
و خانه
حافظ بی‌منّت صاحبانش
و ناگهان مرگ..
ژان فولن
ترجمه‌ی سهند آقایی و
سید محمدمهدی شجاعی